# 赫弗城堡
赫弗城堡（英語：Hever Castle），或译海韦尔城堡，是英國英格蘭肯特郡村鎮赫弗的一座城堡，位於倫敦東南30英里（48）處。城堡始建於13世紀，當時是一座鄉間別墅。1462年至1539年间，博林家族居住于此。

## 外部連結

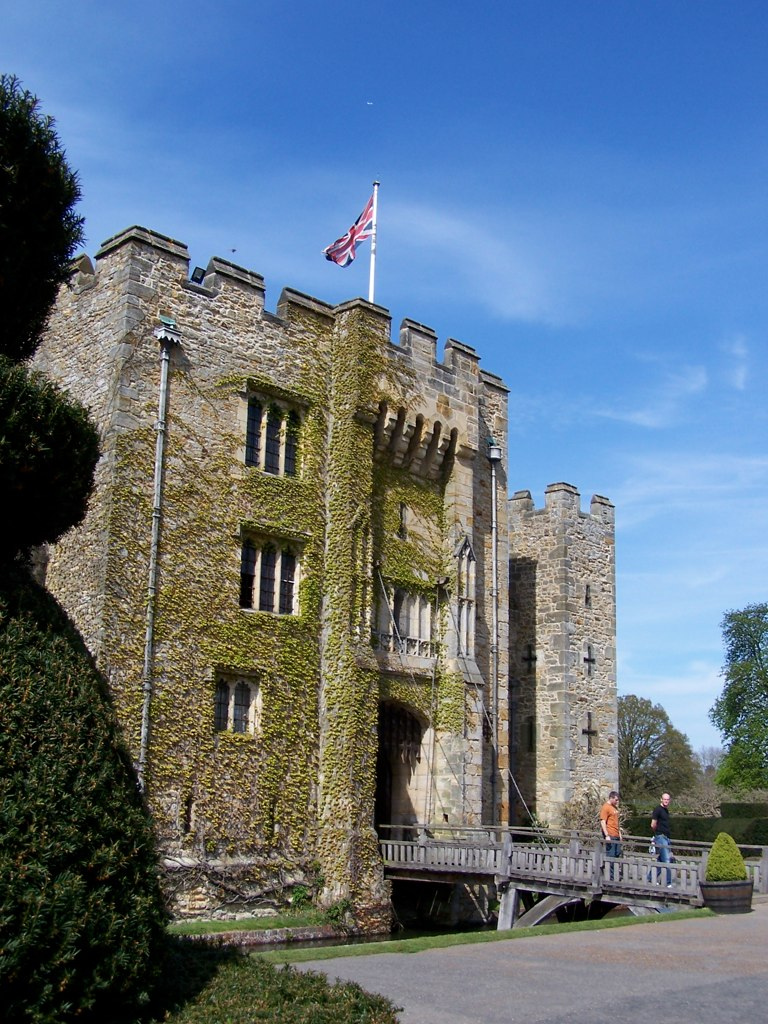
赫弗城堡

- Hever Castle official website. （页面存档备份，存于）